# Віттеріх

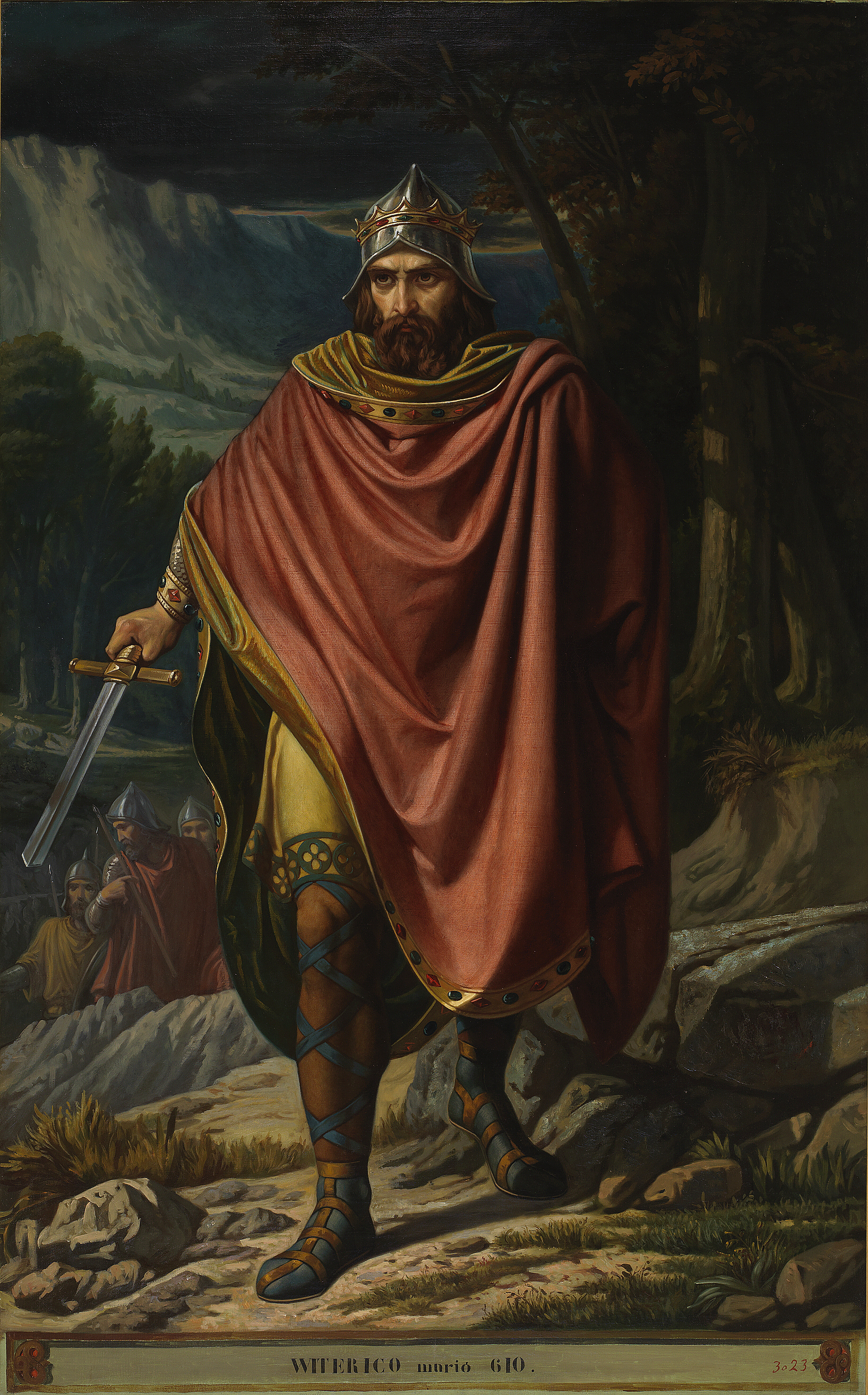
Віттеріх — король вестготів (Національний музей Прадо)

Віттеріх або Віттерік (ісп. Witerico) (близько 565–610) — король вестготів та свевів в Іспанії, Септиманії та Галісії у 603—610 роках.

## Життєпис

### Молоді роки та боротьба за владу
Походив з вестготської знаті. Народився близько 565 року. Вперше згадується в 588, у зв'язку із заколотом аріанського єпископа Меріди Сунни, спрямованого проти католика Масони Мерідського. Віттеріх, будучи ще досить молодим і займаючи посаду графа якогось міста в Лузітанії, брав активну участь в заворушеннях в цій провінції. Потім він, з якихось причин вирішив розкрити змову королю Рекареду I. Змовники були схоплені і покарані, а Віттеріх після цього почав користуватися великою довірою короля.
Вважається, що Віттеріх був учасником війн, які вів Рекаред I, оскільки Ісидор Севільський стверджував, що той був здатним воєначальником. Завдяки таланту та звитязі отримав посаду дукса (герцога), на якій командував вестготськими загонами, що діяли проти візантійців на півдні Піренеїв.
Після смерті Реккареда і вступу на престол його сина Ліуви II, який був досить молодим, вирішив організувати змову проти молодого короля. Останнього у 603 році було повалено, а потім страчено. Віттеріх оголошено новим королем.

### Правління

#### Внутрішня політика
Із самого початку намагався повернути аріанство як панівної конфесії, втім зустрів спротив. Тому розпочав гоніння на знать та єпископів, прихильників ортодоксально-нікейського вірування. За правління Віттеріха не було скликано жодного собору ортодоксальної церкви, навіть провінційного. Незважаючи на загальне навернення вестготів до ортодоксально-нікейського віросповідання, серед них залишалися прихильники аріанства. Зрештою Віттеріх обрав шлях підтримки аріанства та послаблення ортодоксії.
Водночас Віттеріх продовжив курс на зміцнення королівської влади. На відміну від Рекареда I, що прагнув об'єднати навколо себе всі правлячі верстви, зокрема іберо-римські, Віттеріх зайняв антиримську позицію. З цього часу зникають будь-які відомості стосовно іспанських сенаторів як окремої групі місцевої аристократії. Ймовірно, значна частина їх була знищена, а частина злилася з вестготською знаттю. Верхівка ортодоксально-нікейської церкви, яка була тісно пов'язана з іберо-римською сенаторською аристократією, встала в опозицію до Віттеріха. Виразником цієї позиції став Ісидор Севільський.

#### Зовнішня політика
Пориваючи з давньою готською традицією, Віттеріх волів не особисто очолювати військо, а доручати командування своїм герцогам. Це можна розглядати як важливий етап у вестготській монархії: володар зосереджувався на виконанні найважливіших державних функцій, доручаючи безпосереднє командування військами своїм полководцям.
Скориставшись поваленням візантійського імператора Маврикія і внутрішнім розгардіяшем в Візантії, король розпочав новий наступ на візантійські володіння на Піренейському півострові. Його метою було захоплення південної частини Бетіки і вихід до Гібралтарської протоки. Він робив численні, хоча й безрезультатні походи проти візантійців.
Тільки одного разу (точний рік не відомий, але, ймовірно, в 605 році), за словами хроніста, його воєначальники захопили кількох вояків супротивника у Сагунті (розташований на північ від Валенсії). Також, ймовірно, до часу Віттеріха відноситься завоювання міста Бігаструм (поблизу Картахени).
Водночас довелося приборкувати численні повстання кантабрів, басків та васконів. Подробиці компанії і їх результати, невідомі. Але вважається, що Віттеріху вдалося на якийсь час приборкати гірські племена.
За цих обставин король намагався налагодити мирні стосунки з королівствами франків. Але союз з Теодоріхом II, франкським королем Бургундії, скріплений шлюбом франкського короля з донькою Віттеріха, який повинен був сприяти миру в Септіманії, закінчився скандалом. У 607 році, за словами франкського хроніста Фредегара, король Бургундії послав кількох своїх високопоставлених церковних і світських вельмож з посольством до Віттеріха просити руки його дочки Ерменберти (Ерменбергі). Віттеріх відповів згодою і дочка вестготского короля прибула в Шалон — столицю Бургундії, де приязно була прийнята молодим королем. Утім шлюб так і не відбувся: наклепи його бабки Брунгільди і його сестри Теодолінди налаштували короля проти нареченої. Через рік Теодорих відіслав Ерменберту назад до батька, але втримав у себе її багате придане. Мотиви Брунгільди перешкоджати цьому шлюбу так і залишилися невідомі. Історики, які висувають теорію щодо реставрації аріанства в правління Віттеріха, бачать тут проблему в небажанні весготської принцеси приймати ортодоксально-нікейське віросповідання.
Ображений Віттеріх вступив у союз з Хлотарем II, королем Нейстрії, Теодебертом II, королем Австразії. До них також долучився Агілульф, король лангобардів. Втім незабаром усі військові приготування були скасовані, й король Бургундії уникнув ймовірної поразки.
У квітні 610 року Віттеріх було вбито під час бенкету в результаті змови найближчого оточення. Новим королем став один із змовників — Гундемар.

## Родина
- Ерменберта (?-після 607), наречена Теодоріха II Меровінга, короля Бургундії